# 코스민 모치
코스민 요시프 못시(루마니아어: Cosmin Iosif Moți, 1984년 12월 3일 ~ )는 센터 백으로 활약한 루마니아의 은퇴한 축구 선수이다.

## 수상

### 클럽
디나모 부쿠레슈티
- 리가 I (1): 2006–07
- 쿠파 루메네이 (1): 2012
- 수페르쿠파 루메네이 (1): 2005

루도고레츠 라즈그라드
- A PFG (4): 2012–13, 2013–14, 2014–15, 2015–16
- 불가리아 컵 (1): 2013–14
- 불가리아 슈퍼 켭 (2): 2012, 2014

### 개인
- 팬 선정 올해의 축구 선수 - 2014[1]
- A PFG 올해의 수비수 (1): 2014[2]
- A PFG 최우수 외국인 선수 - 2014[3]